# Sergio Olhovich
Sergio Olhovich Greene (Sumatra, Indonesia, 9 de octubre de 1941) es un cineasta mexicano.

## Biografía
Hijo de madre mexicana y padre ruso, vivió en distintos países como Colombia, Venezuela y Ecuador por el trabajo de su padre. Estudió en la Escuela Nacional Preparatoria 6 de la Universidad Nacional Autónoma de México (UNAM) y vivió en París de 1956 a 1957. Estudió dirección teatral con Seki Sano en 1961. Ingresó a la Facultad de Filosofía y Letras de la UNAM pero recibió una beca para estudiar en el Instituto Estatal de Cinematografía de Moscú, donde vivió por ocho años. Se graduó como director de cine en 1968. Impartió clases en el Centro Universitario de Estudios Cinematográficos y en la Universidad Iberoamericana. Su ópera prima fue Muñeca reina, en 1971.[cita requerida]
Participó en empresas como Cinematográfica Marco Polo y DASA Films, y desempeñó diversos cargos en la Sección de Directores del Sindicato de Trabajadores de la Producción Cinematográfica (STPC). Desde los años 60, fue un activo promotor en México contra la "política de puertas cerradas" de dicho sindicato, es decir, la negativa al ingreso de nuevos talentos a la industria cinematográfica mexicana por el control que ejercían en el gremio distintos personajes forjados en la llamada Época de Oro del cine de ese país. En este mismo tenor, fue promotor de cooperativas cinematográficas formadas por la unión de cineastas y productores en contra de la corriente prevaleciente en el cine de México de los años setenta de producciones de baja calidad. El ejemplo de estas cooperativas fue la cooperativa Río Mixcoac. Defendió la realización de cine artístico o de autor participando en el colectivo Nuevo Cine.
En el 2015, trabajaba como director del Centro Bicultural Ruso Mexicano de Cine y Actuación. En ese mismo año, fue reconocido con la Medalla Salvador Toscano al Mérito Cinematográfico 2014.

## Obra
| Año  | Título                               | Notas                                            |
| ---- | ------------------------------------ | ------------------------------------------------ |
| 2025 | 1938: Cuando el petróleo fue nuestro |                                                  |
| 2003 | Tzolkin                              | Cortometraje                                     |
| 2000 | En un claroscuro de la luna          |                                                  |
| 1993 | Fray Bartolomé de las Casas          |                                                  |
| 1992 | Exposición feria de Tabasco          | También conocido como De tabasqueño a tabasqueño |
| 1990 | Cómo fui a enamorarme de ti          |                                                  |
| 1989 | Cuento de Navidad                    | Cortometraje                                     |
| 1988 | Esperanza                            |                                                  |
| 1987 | Los nuestros                         | Serie de televisión                              |
| 1982 | Aprendamos juntos                    | Serie de televisión; 3 episodios                 |
| 1981 | El sembrado ajeno                    | Cortometraje                                     |
| 1981 | El infierno de todos tan temido      |                                                  |
| 1980 | La roya del cafeto                   |                                                  |
| 1978 | Llovizna                             |                                                  |
| 1976 | Coronación                           |                                                  |
| 1975 | La casa del Sur                      |                                                  |
| 1974 | El encuentro de un hombre solo       |                                                  |
| 1973 | Evasión                              |                                                  |
| 1972 | Muñeca reina                         |                                                  |
| 1970 | Homenaje a Leopoldo Méndez           | Cortometraje                                     |